# Simon Kohn
Simon Kohn (* 5. August 2004 in Ulm) ist ein deutscher Volleyballspieler.

## Karriere
Kohn begann seine Karriere beim VfB Ulm. Von 2020 bis 2023 spielte er mit den Volley Youngstars, dem Nachwuchs des VfB Friedrichshafen in der Zweiten Liga Süd. In der Saison 2022/23 hatte er auch ein Doppelspielrecht für die Erstliga-Mannschaft und wechselte er von der Libero-Position in den Außenangriff. Friedrichshafen erreichte in der Saison das Halbfinale im DVV-Pokal 2022/23 und wurde im Playoff-Finale gegen die Berlin Recycling Volleys deutscher Vizemeister. Im Sommer 2023 gehörte er zum erweiterten Kader der deutschen Nationalmannschaft. Zur Saison 2023/24 erhielt Kohn seinen ersten Profivertrag in Friedrichshafen. Mit dem Verein schied er im Achtelfinale des DVV-Pokals 2023/24 aus. Als Tabellendritter der Hauptrunde kam Friedrichshafen in die Bundesliga-Playoffs. Auch 2024/25 spielt Kohn für Friedrichshafen. Der VfB schied im DVV-Pokal 2024/25 im Viertelfinale aus und musste sich im Playoff-Halbfinale geschlagen geben. Auch 2025/26 spielt Graven für Friedrichshafen.

## Privates
Kohns Schwester Hannah Kohn spielt ebenfalls in der ersten Liga Volleyball.